# Теория полей
Тео́рия поле́й — раздел математики, занимающийся изучением свойств полей, то есть структур, обобщающих свойства сложения, вычитания, умножения и деления чисел.

## История
- В 1820—1830-х годах понятие поля неявно использовали Нильс Абель и Эварист Галуа в своих работах по разрешимости уравнений в радикалах.
- В 1871 году Рихард Дедекинд назвал «полем» подмножество действительных или комплексных чисел, замкнутое относительно четырех математических операций.
- В 1881 году Леопольд Кронекер изучал свойства алгебраических числовых полей, называя их «областями рациональности».
- В 1893 году Генрих Вебер дал первое чёткое определение абстрактного поля.
- В 1910 году Эрнст Штайниц опубликовал известную работу Algebraische Theorie der Körper (нем. Алгебраическая теория полей), в которой развил аксиоматическую теорию полей и предложил множество важных концепций, таких как простое поле, совершенное поле и степень трансцендентности расширения поля.

## Коммутативность поля
Первые определения поля не включали в себя требование коммутативности умножения, однако современный термин «поле» всегда подразумевает его коммутативность. Структура, удовлетворяющая всем свойствам поля, кроме коммутативности умножения в российской традиции называется телом. Однако по-немецки поле называют Körper (поэтому буква {\displaystyle k} часто употребляется для обозначения поля), а по-французски — corps, что также переводится как «тело».

## Приложения теории полей
Понятие поля используется, например, при определении векторного пространства и, следовательно, представляет большую важность для линейной алгебры. Так же и алгебраическое многообразие — основной объект изучения алгебраической геометрии — определяется над произвольным полем. Алгебраическая теория чисел занимается изучением свойств алгебраических числовых полей и их колец целых; и, конечно, использует результаты классической теории полей.
Конечные поля используются в теории чисел и теории кодирования. В частности, поля характеристики 2 полезно рассматривать в информатике.

## Некоторые полезные теоремы
- Теорема о примитивном элементе
- Малая теорема Веддербёрна
- Основная теорема теории Галуа